# اندرو ینگ
اندرو یَنگ (به انگلیسی: Andrew Yang) (متولد ۱۳ ژانویه ۱۹۷۵) کارافرین آمریکایی، مؤسس ونچر فر آمریکا و از نامزدهای دمکرات ریاست جمهوری آمریکا در سال ۲۰۲۰ است. او از ۲۰۰۰ تا ۲۰۰۹ در استارتاپ‌ها و شرکت‌های در مرحله اولیه رشد متعددی به عنوان مؤسس یا عضو هیئت مدیره کار کرده‌است. او در سال ۲۰۱۲ از سوی دولت اوباما به عنوان قهرمان تغییر کاخ سفید و در ۲۰۱۵ به عنوان سفیر کارافرینی جهانی رئیس‌جمهور منصوب شد. او در تلاش برای کسب نامزدی انتخابات ریاست جمهوری ۲۰۲۰ یکی از اهداف اصلی خود را اجرای درآمد اولیه همگانی برای هر آمریکایی بالغ در پاسخ به اتوماسیون سریعی قرار داده که نیروی کار را با چالش مواجه می‌کند.